# Автор-исполнитель
Автор-исполнитель — поэт-музыкант, исполняющий песни собственного сочинения. В качестве аккомпанемента обычно используется гитара или фортепиано. Как синоним часто применяется слово «бард».

## Италия
Вторая половина XX века в Италии была ознаменована ростом количества поющих авторов, что привело к образованию разных школ авторской песни, самыми известными из которых являются генуэзская, римская, неаполитанская, болонская и миланская.
Для обозначения авторов-исполнителей применяется итальянское выражение cantautori (кантаутори) от cantante (с итал. — «певец») и autore (с итал. — «автор, писатель»). По одной из версий оно появилось в 1959 году, а его изобретение принадлежит Эннио Мелису (Ennio Melis) и Винченцо Микоччи (Vincenzo Micocci).
Наиболее известными исполнителями итальянской авторской песни являются Луиджи Тенко, Джоржо Габер, Франческо Де Грегори, Фабрицио Де Андре, также к «кантаутори» относят Паоло Конте.

## Франкоязычные исполнители
Во Франции существует понятие auteur-compositeur-interprète — «поэт-композитор-исполнитель», тесно связанное с жанром шансона. Среди известных франкофонных исполнителей этого жанра можно выделить Жоржа Брассенса, Жака Бреля, Лео Ферре, Ива Монтана, Шарля Азнавура, Сержа Генсбура.

## Великобритания и Северная Америка
Традиция авторского исполнения в Северной Америке связана с творчеством фолк-музыкантов. Одними из первых представителей этого жанра были Вуди Гатри, Лидбелли, Пит Сигер.
Но настоящая популярность к авторской песне пришла в 1960-х годах с появлением таких исполнителей как Джонни Кэш, Боб Дилан, Крис Кристофферсон, Леонард Коэн, Джони Митчелл, Том Уэйтс, Ник Дрейк.

## Норвегия
В Норвегии одним из самых известный исполнителей авторской песни считается Ян Эггум.

## Иберо-американская традиция
Начиная с 1960-х годов в Латинской Америке возникают течения авторского исполнения, сочетающие в себе элементы разных стилей. Одно из таких течений, получившее название nueva canción (с исп. — «новая песня»), получило распространение в Чили, Боливии и Аргентине.
В этот же период в Бразилии возникает движение тропикалия, наиболее известными представителями которого стали Жилберту Жил и Каэтану Велозу. Корни этого движения уходят в стиль босса-нова и творчество таких музыкантов как Жуан Жилберту и Антониу Жобим.
На Кубе Сильвио Родригес и Пабло Миланес около 1970 года создают новый жанр нуэва трова, выражающий идеологию и эстетику левых и революционных движений Латинской Америки.
Традиция авторского исполнения развивалась также и на Пиренейском полуострове, где известность получают португальский поэт Жозе Афонсу и испанский певец Хоакин Сабина.

## СССР и Россия
В середине XX века в СССР возникает течение авторской песни. Жанр вырос в 1950—60-е годы из художественной самодеятельности, независимо от культурной политики советских властей, и быстро достиг широкой популярности. Авторская песня исполняется автором-исполнителем, обычно под одну акустическую гитару. Основной упор делается на поэтичность текста. В СССР с определённого времени людей, занимающихся самодеятельной песней, стали называть «бардами».
Поначалу основу жанра составляли студенческие и туристские песни, отличавшиеся от «официальных» (распространявшихся по государственным каналам) доминирующей личностной интонацией и живым, неформальным подходом к теме.
Одними из основателей этого жанра являются Николай Власов (туристическая песня), Евгений Агранович, Михаил Анчаров. К другим известным создателям авторской песни относятся Булат Окуджава, Александр Галич, Александр Городницкий, Владимир Высоцкий, Юрий Визбор, Юлий Ким, Александр Дольский, Евгений Клячкин, Юрий Кукин, Владимир Ланцберг, Сергей Никитин, Олег Митяев и другие.